# Trường Lauder – Morasha
Trường Lauder – Morasha là một trường học ban ngày của người Do Thái (không phải trường nội trú) tại Warsaw, Ba Lan.

## Lịch sử
Trường được thành lập bởi tổ chức Ronald S. Lauder vào năm 1994, sau thành công của Trường mẫu giáo Lauder được thành lập vào năm 1989. Đây là ngôi trường đầu tiên dưới sự bảo trợ của người Do Thái tại Warsaw kể từ năm 1949. Năm 2007, lượng tuyển sinh của trường là 240 học sinh, trong độ tuổi từ ba đến mười sáu tuổi (từ mẫu giáo đến lớp 9).
Giám đốc sáng lập của trường là Helise E. Lieberman (1994 -2006); giám đốc thứ hai (2006-2017) là Rabbi Maciej Pawlak sinh ra ở Ba Lan. Giám đốc hiện tại của trường mầm non là Anna Szyc; trường cấp ba và cấp học cao hơn nằm dưới sự lãnh đạo của Anna Grządkowska.
Trường không phải là một học viện tôn giáo; sinh viên được dạy tiếng Hebrew, truyền thống Do Thái và văn hóa (ngoài hoàn thành chương trình học Ba Lan chuẩn), nhưng không có các hoạt động tôn giáo bắt buộc.
Tòa nhà của trường được thiết kế bởi Henryk Stifelman và phục vụ như viện cho người già Do Thái trước Thế chiến thứ hai. Tàn tích của nó đã được khôi phục để làm trường học bởi Quỹ Ronald S. Lauder.

## Trường cùng nhánh
Trường Lauder-Morasha có một trường cùng nhánh, Lauder Etz Chaim, ở thành phố Wrocław phía tây Ba Lan, tạo thành một phần của mạng lưới trường học gồm 36 trường và mẫu giáo ở mười sáu quốc gia Trung và Đông Âu từ Đức đến Nga và từ Estonia đến Bulgaria